# Bonaspeia beveri
Bonaspeia beveri är en insektsart som beskrevs av Davies 1987. Bonaspeia beveri ingår i släktet Bonaspeia och familjen dvärgstritar. Inga underarter finns listade i Catalogue of Life.